# Meseberg (Saksen-Anhalt)
Meseberg is een plaats in de Duitse gemeente Niedere Börde. De gemeente ligt in de Landkreis Börde in de deelstaat Saksen-Anhalt. Meseberg  telt 436 inwoners (2007).